# George David Birkhoff
George David Birkhoff, ameriški matematik, * 21. marec 1884, Overisel, Michigan, ZDA, † 12. november 1944, Cambridge, Massachusetts, ZDA.
Birkhoff je najbolj znan po izreku v ergodični teoriji. Bil je med vodilnimi ameriškimi matematiki svoje generacije, mnogi pa so ga imeli celo za najpomembnejšega.
Tudi njegov sin Garrett Birkhoff (1911–1996) je bil matematik.

## Življenje in delo
Diplomiral je na Univerzi Harvard. Na Univerzi v Chicagu je leta 1907 doktoriral s področja navadnih diferencialnih enačb pod Mooreovim mentorstvom. V tem času so nanj najbolj vplivala Poincaréjeva dela. Poučeval je na Univerzi Wisconsina v Madisonu, Univerzi Princeton in od leta 1912 do svoje smrti na Univerzi Harvard.
V letu 1913 je dokazal Poincaréjev »zadnji geometrijski izrek«, posebni primer problema treh teles. Z dokazom je postal svetovno znan. Pisal je o temeljih teorij relativnosti in kvantne mehanike, ter leta 1923 z Rudolfom Ernestom Langerjem objavil monografijo Relativnost in moderna fizika (Relativity and Modern Physics).
Leta 1923 je pokazal da je geometrija Schwarzschildovega prostor-časa edina krogelno simetrična rešitev Einsteinovih vakuumskih enačb polja. Posledica tega dejstva je, da črne luknje niso le matematična posebnost, ampak lahko nastanejo iz vsake dovolj masivne krogelne zvezde (Birkhoffov izrek).
V letu 1927 je objavil delo Dinamični sistemi (Dynamical Systems).
Med letoma 1925 in 1926 je bil predsednik Ameriškega matematičnega društva.